# تون اپرینسن
تون اپرینسن (هلندی: Toon Oprinsen; ۲۵ نوامبر ۱۹۱۰ – ۱۴ ژانویهٔ ۱۹۴۵) بازیکن فوتبال اهل هلند بود.

## تیم ملی
وی همچنین در تیم ملی فوتبال هلند بازی کرده‌است.